# Stany Cordier
Stany Cordier (né Pierre Rutkowski à Metz le 23 janvier 1913 – mort à Asnières-sur-Seine le 24 septembre 1982) est un réalisateur français.

## Biographie
Assistant réalisateur au cours des années 1940, Stany Cordier a tourné deux longs métrages et travaillé ensuite pour la télévision.

## Filmographie
Réalisateur
- 1956 : Maigret dirige l'enquête
- 1957 : Paris Music Hall

Assistant-réalisateur
- 1942 : Les Cadets de l'océan de Jean Dréville
- 1943 : Les Roquevillard de Jean Dréville
- 1943 : Tornavara de Jean Dréville
- 1945 : L'Invité de la onzième heure de Maurice Cloche
- 1951 : La Passante de Henri Calef
- 1951 : Holiday in Paris : Paris de John Nasht